# Verhoeffeuma minellii
Verhoeffeuma minellii är en mångfotingart som beskrevs av Jean-Paul Mauriès 1990. Verhoeffeuma minellii ingår i släktet Verhoeffeuma och familjen snaggdubbelfotingar. Inga underarter finns listade i Catalogue of Life.